# Cryptocephalus lateralis
Cryptocephalus lateralis là một loài bọ cánh cứng trong họ Chrysomelidae. Loài này được Suffrian miêu tả khoa học năm 1863.